# جون جاي فان بيرن
جون جاي فـان بيرن (بالإنجليزية: John J. Van Buren)‏ هو ضابط أمريكي، ولد في 20 يوليو 1915 في موكوناغو في الولايات المتحدة، وتوفي في 4 يونيو 1942 في المحيط الهادئ.